# Praunsches Kabinett
Das Praunsche Kabinett war eine berühmte Privatsammlung in Nürnberg die von 1616 bis 1801 bestand. Teile dieser Sammlung werden heute in Museen in Berlin, Budapest (Museum der Bildenden Künste), Dresden, Kopenhagen, London, Los Angeles, München, Nürnberg (Germanisches Nationalmuseum), Paris und Washington, D.C. aufbewahrt.

## Geschichte

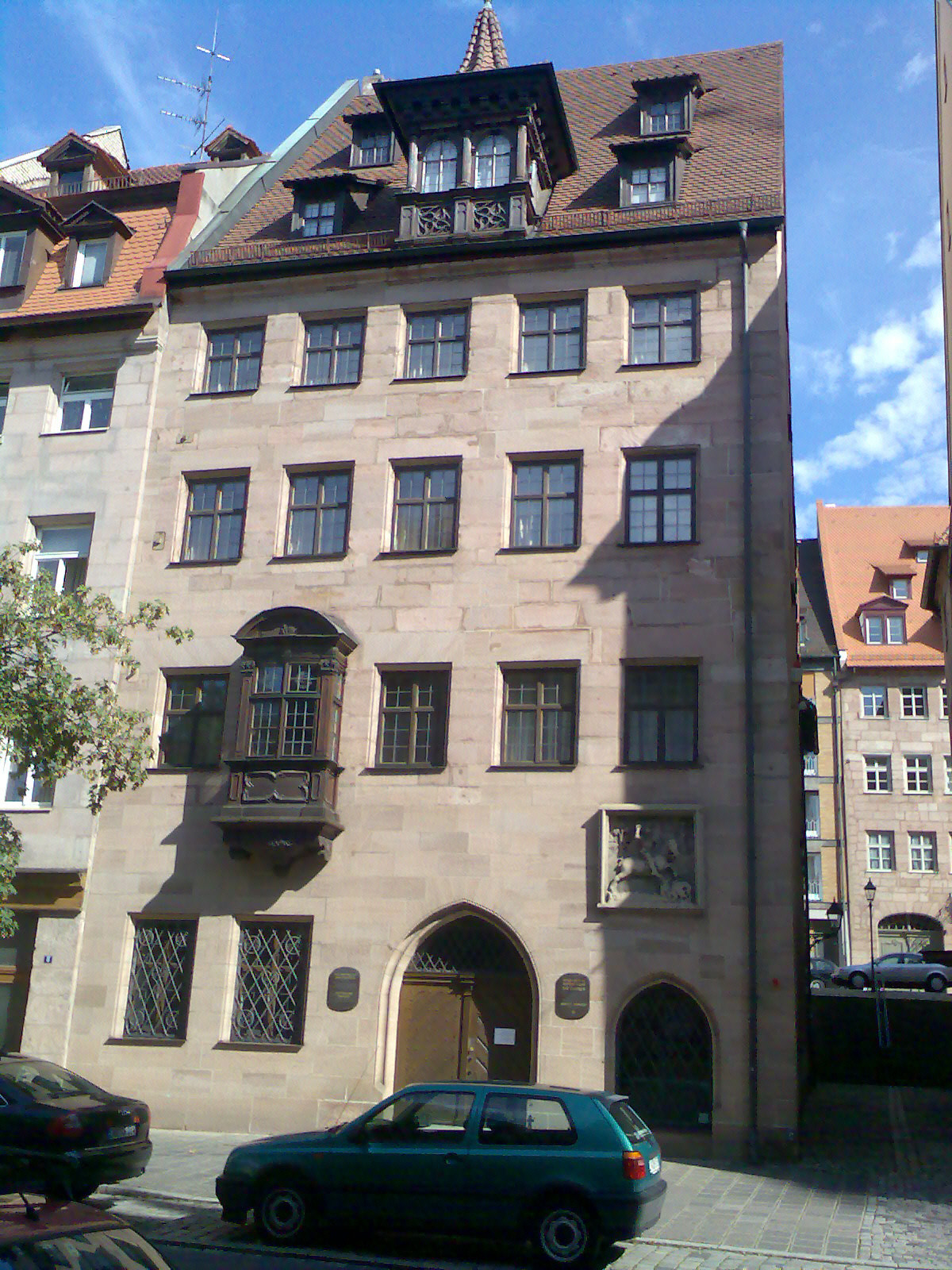
Das Praunsche Stiftungshaus

Der Kaufmann Paulus II. Praun (1548–1616) begründete diese Sammlung in Bologna; von seinem Vater hatte er eine Kunstkammer geerbt, deren Kunstwerke er integrieren konnte. Er bereicherte die Sammlung um zahlreiche altdeutsche und italienische Gemälde des 16. Jahrhunderts.
Testamentarisch verfügte Praun, dass die Kunstsammlung zusammen mit dem Stiftungshaus, dem Hausrat, mit Kapitalien und Einkünften als Vorschickung, einer besonderen Rechtsform des Nürnberger Erbschaftsrechts, untrennbar erhalten bleiben und erweitert werden sollte. Nach seinem Tod wurde die Sammlung in das Praunsche Stiftungshaus nach Nürnberg überführt und ausgestellt.
Ein handschriftliches Inventar aus dem Jahr 1616 ist im Stadtarchiv Nürnberg überliefert; ein Inventar von 1719 belegt, dass der Bestand bis dahin nicht gemindert, aber auch nur sehr bescheiden gemehrt wurde. Diesen Bestand konnte Goethe noch im Jahr 1797 besichtigen.
Bereits 1772 beschloss die Familie, sich von der Sammlung weitgehend zu trennen und ließ von Gottlieb von Murr ein Verzeichnis erstellen. 1801, als das Institut der Vorschickung keine bindende Kraft mehr hatte, verkaufte die Familie aus wirtschaftlicher Not die meisten Stücke der Sammlung geschlossen an den Kunsthändler Johann Friedrich Frauenholz (1758–1822); der Wiederverkauf an Sammler erstreckte sich über die folgenden Jahrzehnte.
Der von Herzog Franz Friedrich Anton von Sachsen-Coburg-Saalfeld erworbene Teil der Graphik befindet sich heute im Kupferstichkabinett der Veste Coburg. Die von Fürst Miklos Esterhazy fast geschlossen erworbenen Zeichnungen werden heute im Museum der Bildenden Künste in Budapest aufbewahrt. Auch viele der anderen Werke können lokalisiert werden. Ein Deckelpokal in Birnform von 1576 befindet sich bis heute als Leihgabe der Friedrich von Praun'schen Familienstiftung im Germanischen Nationalmuseum in Nürnberg, ebenso die Porträts des Ratsherrn Stephan II. Praun (1513–1578) und seiner Frau Ursula Ayrer (1525–1592) von Nicolas Neufchâtel (1568). Im Besitz des Museums ist ferner das Votivbild Stephans I. Praun von Paul Lautensack (1511) und das Bildnis des Diplomaten Stephan III. Praun (1544–1591) als Santiagopilger sowie der Hut und zwei Mäntel seines Pilgerkostüms für den Jakobsweg.
Der Verbleib der meisten Stücke ist jedoch unbekannt.

## Umfang
Die Sammlung, die circa 10.000 Objekte umfasste, war schon zu Lebzeiten des Sammlers weitgehend abgeschlossen und beschränkte sich überwiegend auf die klassischen Kunstgattungen.
- Malerei: 250 Arbeiten deutscher und italienischer Künstler
- Zeichnung: 600 Blättern überwiegend deutscher und italienischer Künstler des 16. Jahrhunderts
- Druckgraphik: 6.000 Kupferstiche, unter anderem das gesamte druckgraphische Werk Albrecht Dürer
- Skulptur: 300 Skulpturen (Über einhundert Miniaturen von Werken vornehmlich italienischer Bildhauer, gefertigt von Johan Gregor van der Schardt.)
- Bücher, Münzen, Steine und Edelsteine
- Raritäten: Eine kleinere Sammlung von Raritäten hatte nur eine untergeordnete Rolle innerhalb des Gesamtbestands

Zwischen 1776 und 1780 schuf das Nürnberger Künstlerehepaar Maria Katharina und Johann Gottlieb Prestel für solvente Subskribenten das Mappenwerk Praunsches Kabinett, in dem zahlreiche Originalwerke der Sammlung als Druckgraphik wiedergegeben wurden. 